# エンジェルハート (香水ブランド)
エンジェルハートは、香水と化粧雑貨、アパレル雑貨の企画・開発・製造販売を行う日本の企業と、その会社が発売する香水のブランド名。
製品は若い女性向けである。2010年の社名変更前はアメーズユープランニングであった。

## 概要
本社は、東京都新宿区新宿。天野喜則が代表取締役である。
2002年6月、香水「エンジェルハート」の販売を開始する。商品の企画・開発を行い、提携企業との連携のもと全国展開する。
2004年2月、化粧品製造販売業許可が交付される。
2006年10月、国内香水メーカでは初となるテレビCMを放送する。

## 経営特徴
口コミを利用した販促活動で、主力商品である香水のエンジェルハートが爆発的に売れる。
市場縮小している同業界にあるにもかかわらず、安定性、話題性を維持している。
化粧品・香水以外にもエンジェルハートブランド商品を展開している。

## 展開商品
Angel Heart（エンジェルハート）
香水・化粧雑貨・化粧品・靴・バッグなど。

## 沿革
- 2001年、東京都台東区三筋に、化粧品、香水の企画、製造、販売、通信販売、輸出入を事業目的とした、有限会社アメーズユープランニングを設立[3]
- 2002年、『エンジェルハート』ブランドの香水の販売を開始[3]
- 2003年、有限会社から株式会社に組織変更、本店を東京都台東区台東に移転[3]
- 2004年
  - 化粧品輸入販売業に関する許可証を取得（東京都）[3]
  - 9月 有限会社エンジェルハートの全出資持分を取得し、完全子会社化（非連結）
- 2005年
  - 7月 大阪市中央区に大阪支店新設
  - 8月 『エンジェルハート』ブランドからその他商品（シャンプー、コンディショナー、ボディーソープ）の販売を開始
  - 9月 福岡市中央区に九州支店新設
  - 10月 化粧品製造業に関する許可証を取得（埼玉県）[3]、香水メーカー初バスコスメCMオンエア開始
  - 12月 本社を東京都中央区に移転[3]
- 2006年
  - 7月 『エンジェルハート』ブランドから化粧雑貨（ボディローション、ハンドジェリー、ヘアプロテクション等）の販売を開始
  - 11月 『エンジェルハート』ブランドから化粧品（化粧水、乳液、美容ジェル）の販売を開始
- 2007年
  - 1月　組織改革に伴い、大阪支店閉鎖
  - 2月　組織改革に伴い、九州支店閉鎖
  - 8月　『エンジェルハート』ブランドイメージキャラクターに浅野忠信を起用・記者発表会を開催[4]
  - 11月　『エンジェルハート』『エンジェルハニー』ブランドから化粧雑貨のニューラインの販売を開始
- 2008年
  - 2月　『エンジェル ヴェローナ』から化粧雑貨ラインの販売を開始
  - 10月　『ライオンハート』シリーズ初となるバスラインの販売を開始、社内体制強化に伴い、組織変更
- 2010年、株式会社エンジェルハートへ社名を変更[3]
- 2013年、本社を新宿へ移転[3]
- 2014年、板野友美をブランドのイメージキャラクターに起用する[5]。
- 2015年、パイロットコーポレーションのドクターグリップとのコラボ商品を発表[6]。
- 2025年、『Sho-Comi』（小学館）とコラボレートし、同年16号より漫画『あおはるフレグランス』（原案：星森柚稀も、漫画：岩華すもも）を連載[7]。